# Barnabás Bese
Barnabás Bese (Budapest, 6 maggio 1994) è un calciatore ungherese, difensore dell'Újpest.

## Carriera

### Club
Ha sempre giocato nel campionato ungherese con la maglia del MTK Budapest.

### Nazionale
Ha esordito in nazionale Under-21 nel 2013 durante le qualificazioni agli europei di categoria.
Viene convocato per gli Europei 2016 in Francia.